# Helena de Moscú
Helena Ivanovna de Moscú (en ruso: Елена Ивановна; en lituano, Elena; en polaco: Helena Moskiewska; Moscú, 19 de mayo de 1476-Braslaw, 20 de enero de 1513) fue hija del gran príncipe de Moscú, Iván III. Por matrimonio sería gran duquesa consorte de Lituania y reina consorte de Polonia sin haber sido coronada jamás ya que no aceptó convertirse al catolicismo. Su matrimonio sin descendencia con el rey Alejandro I Jagellón sería una fuente constante de tensión entre el Principado de Moscú y el Gran Ducado de Lituania. En vez de garantizar la paz, el matrimonio de Helena le dio su padre, Iván III, una excusa para interferir en los asuntos de estado lituanos, acusando a Alejandro de maltratar a Helena y de reprimir a los creyentes ortodoxos, pretextos que servirían para renovar las guerras moscovito-lituanas en el año 1500. La guerra acabó con una tregua de seis años en 1503; el Gran Ducado de Lituania perdió casi una tercera parte de su territorio. A pesar de tensiones políticas y diferencias religiosas, el matrimonio fue feliz y eran muy unidos. Después de la muerte de su marido en 1506, Helena quiso regresar a Moscú pero no se le fue permitido. Cuando planeó huir, fue  arrestada y posiblemente envenenada.

## Biografía

### Primeros años y planes de matrimonio

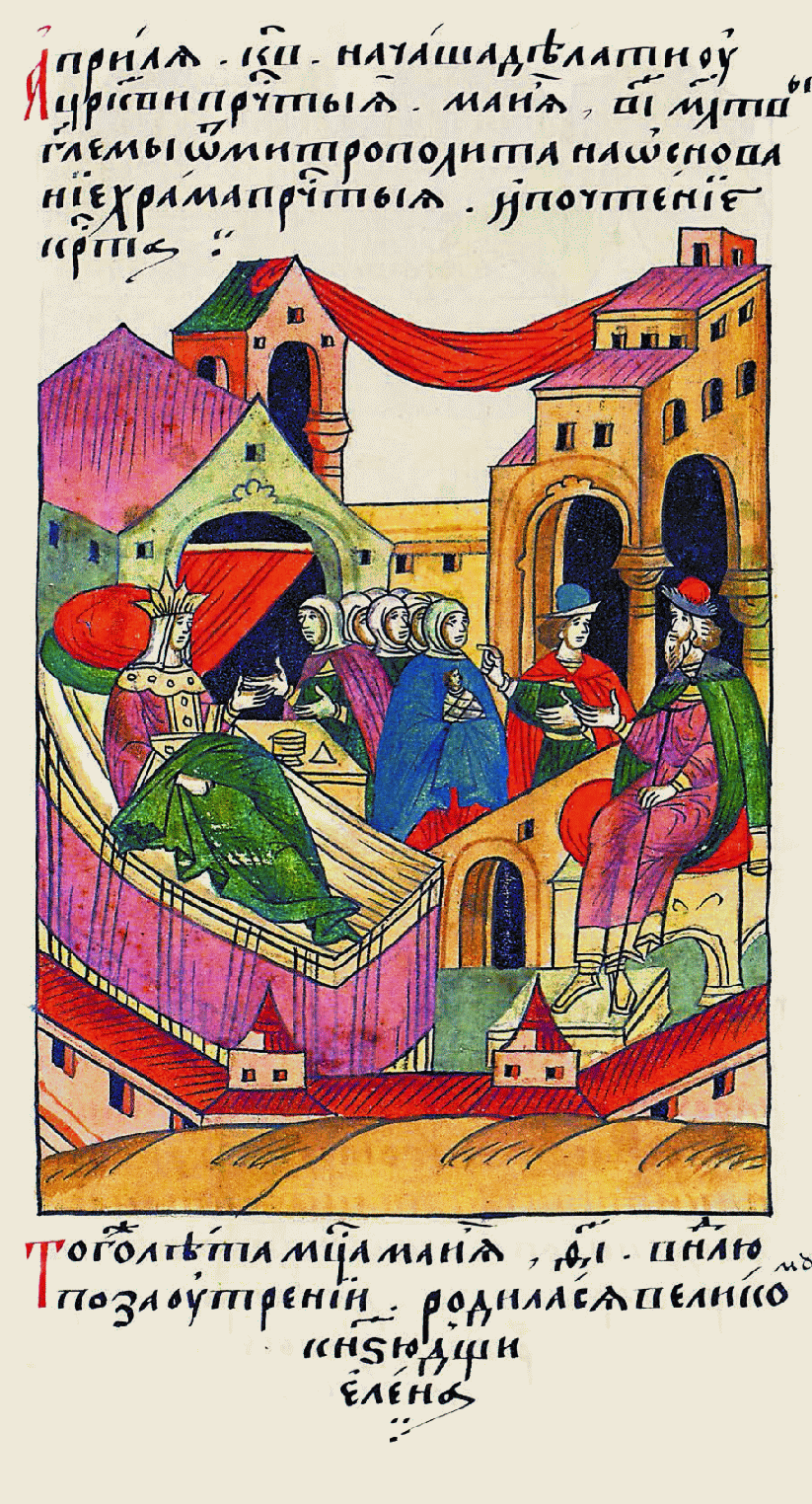
El nacimiento de Helena en la Crónica Ilustrada de Iván el Terrible.

Helena, posiblemente llamada así en honor a su bisabuela, la emperatriz Helena Dragaš, fue la hija mayor superviviente de Iván III, gran príncipe de Moscú, y de su segunda esposa, Sofía Paleóloga, sobrina del último emperador bizantino Constantino XI Paleólogo. Helena era la hermana mayor del futuro gran príncipe Basilio III de Moscú. Poco se sabe sobre la infancia de Helena en Moscú, pero se sabe que era culta y atractiva.
Cuando Helena tenía ocho años, Jan Zabrzeziński e Iván Yuryevich Patrikeyev examinaron un matrimonio entre ella y uno de los hijos del rey polaco Casimiro IV Jagellón. Por esta época, Polonia buscaba aliados para la guerra polaco-otomana (1484-1504), la cual estalló después de que los otomanos capturaran Kiliya y Bilhorod-Dnistrovsky, dos puertos importantes en el Mar Negro. En 1489, el emperador Federico III de Habsburgo quiso aliarse con los rusos en la guerra austro–húngara (1477-1478) contra los reclamos de Polonia al Reino de Hungría, los cuales se basaban en los derechos hereditarios de la reina polaca Isabel de Habsburgo de Hungría. El emperador propuso que Helena y su hermana menor, Teodosia, se casaran con algún miembro de la Casa de Habsburgo, pero Iván III se negó y a cambio sugirió al hijo viudo del emperador, Maximiliano. Federico III consideró la propuesta, pero no se la tomó muy en serio. Al mismo tiempo, el hermano de Sofía Paleóloga, Andrés Paleólogo, en consulta con Filippo Buonaccorsi, le aconsejó a su hermana aliarse con Polonia. No obstante, una alianza entre Federico III y Moscú sin un contrato matrimonial se llevó a cabo en agosto de 1490. La alianza perdió su relevancia después de la Paz de Presburgo (1491) y las propuestas para casar Helena con Maximiliano o su hijo, Felipe, no obtuvieron mucho apoyo.
En agosto de 1492, poco después de la muerte del rey Casimiro IV Jagellón, Iván III atacó el Gran Ducado de Lituania, marcando el inicio de las guerras moscovito-lituanas. Juan I Alberto fue electo rey de Polonia mientras que su hermano, Alejandro Jagellón, se convertía en gran duque de Lituania. El ejército moscovita resultó victorioso y la paz con Moscú, garantizada por un matrimonio entre Alejandro y Helena, se volvió una prioridad para Lituania. Un tratado de paz "eterno" fue firmado el 5 de febrero de 1494. El tratado marcó las primeras pérdidas territoriales lituanas: el Principado de Vyazma y una considerable región en el curso superior del Río Oká – el área perdida era de aproximadamente 87.000 kilómetros cuadrados. Un día después de la confirmación oficial del tratado, Alejandro y Helena se comprometieron (Stanislovas Kęsgaila actuó en la ceremonia en el papel del novio).

### Gran duquesa de Lituania sin coronación

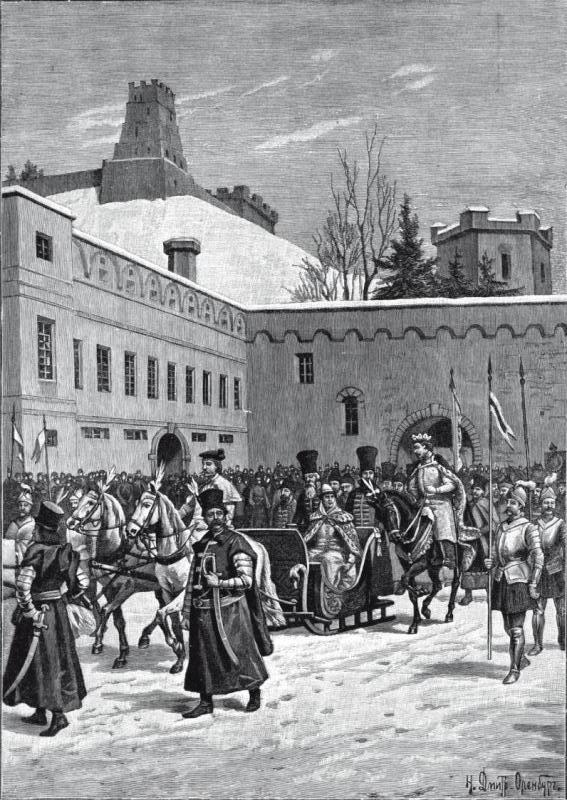
Alejandro Jagellón se encuentra con Helena por primera vez en Vilna (por Nikolai Dmitriev-Orenburgsky)

La fe ortodoxa de Helena atrajo complicaciones. Alejandro tuvo que recibir un permiso especial del Papa Alejandro VI para casarse con una mujer no-católica y firmar un acuerdo formal con Iván III en octubre de 1494 en el que se dejaba asentado que Helena no sería obligada a convertirse al catolicismo. Alejandro quiso añadir una cláusula que decía que Helena podría convertirse si así lo deseara, pero Iván III se negó rotundamente. Él le dejó a Helena instrucciones detalladas sobre cómo debía comportarse, a quién debía invitar a cenar, y en qué lugares debía rezar (ella tenía prohibido asistir a iglesias católicas). Iván III también pidió que Alejandro construyera una iglesia ortodoxa en el complejo de castillos de Vilna. En enero de 1495, Helena, acompañada por ochenta nobles y sirvientes, partió desde Moscú hacia Vilna. Llegó a Vilna el 15 de febrero de 1495 y ese mismo día contrajo matrimonio con Alejandro. La ceremonia devino en una compleja combinación de tradiciones católicas y ortodoxas. Helena rezó y se preparó para su boda en la catedral de los Theotokos antes de marchar hacia la catedral de Vilna. Usó un vestido de boda tradicional ruso. La ceremonia fue oficiada por Wojciech Tabor, obispo de Vilna, y por Foma, un sacerdote ortodoxo que había acompañado a Helena desde Moscú. Según se dice, su dote no fue cuantiosa (joyas, tres iconos, plata y vajilla de oro, tejidos caros, pieles, y un carruaje con caballos) y Alejandro no le concedió tierras después de la boda (sólo lo haría en agosto de 1501).
En Vilna, Helena debió afrontar una situación política delicada. Por ejemplo, la reina Isabel de Habsburgo de Hungría llegó tarde a propósito a la boda de su hijo y presionó a su nuera para convertirse al catolicismo. Helena se negó e Isabel se marchó, sintiéndose insultada y enojada no sólo con Helena sino también con Alejandro. Helena quiso evitar un conflicto con el clero y la nobleza, que eran católicos, pero debía obedecer a su padre. Iván III le enviaba cartas secretas con instrucciones políticas, pero ella no se implicó en las intrigas políticas de su padre y permaneció leal y obediente a su marido. Realizó donaciones a la Iglesia y monasterio del Espíritu Santo en Vilna, a una iglesia en Minsk, y al Monasterio de la Anunciación de Supraśl, pero no tuvo grandes gestos de apoyo para con los ortodoxos. No protestó cuando en mayo de 1495 sus sirvientes rusos fueron enviados de regreso a Moscú bajo sospecha de que podrían ser espías. Incluso en la vida cotidiana, el matrimonio tuvo problemas. Por ejemplo, cuando viajaban, Alejandro entraba solo a una ciudad ya que era tradición asistir ir a misa después de la recepción oficial; Helena entraba a la ciudad algunas horas más tarde. A pesar de las tensiones políticas y religiosas, el matrimonio fue feliz y eran muy unidos. Helena quedaría embarazada dos veces (en 1497 y en 1499), pero ambos embarazos acabarían en abortos espontáneos. Algunos historiadores ven la influencia de Helena en la donación de Alejandro al Monasterio de San Miguel de las Cúpulas Doradas en Kiev en 1497, en los privilegios económicos y judiciales al clero ortodoxo de 1499, y en la garantía de libertad religiosa para los campesinos ortodoxos de 1504, aunque esto es dudoso ya que Helena no se entrometía en la política e intentó evitar conflictos.
Alrededor de 1498, Joseph Bolharynovich, metropolitano de Kiev, y Wojciech Tabor, obispo de Vilna, intentaron persuadir a Elena para que apoyase una unión de la iglesia como se había contemplado en el Concilio de Florencia – los ortodoxos podrían conservar sus tradiciones, pero debían aceptar al Papa como su soberano espiritual. Helena se negó, pero Iván III utilizó esto como un casus belli para reanudar la guerra con Lituania en mayo de 1500. En ese momento, Polonia, aliado de Lituania, estaba librando la guerra polaco–otomana (1484-1504) y no podría ofrecer su apoyo. El ejército moscovita ganó la batalla del río Vedrosha y la batalla de Mstislavl, y capturó varias fortalezas lituanas.

### Reina de Polonia sin coronación

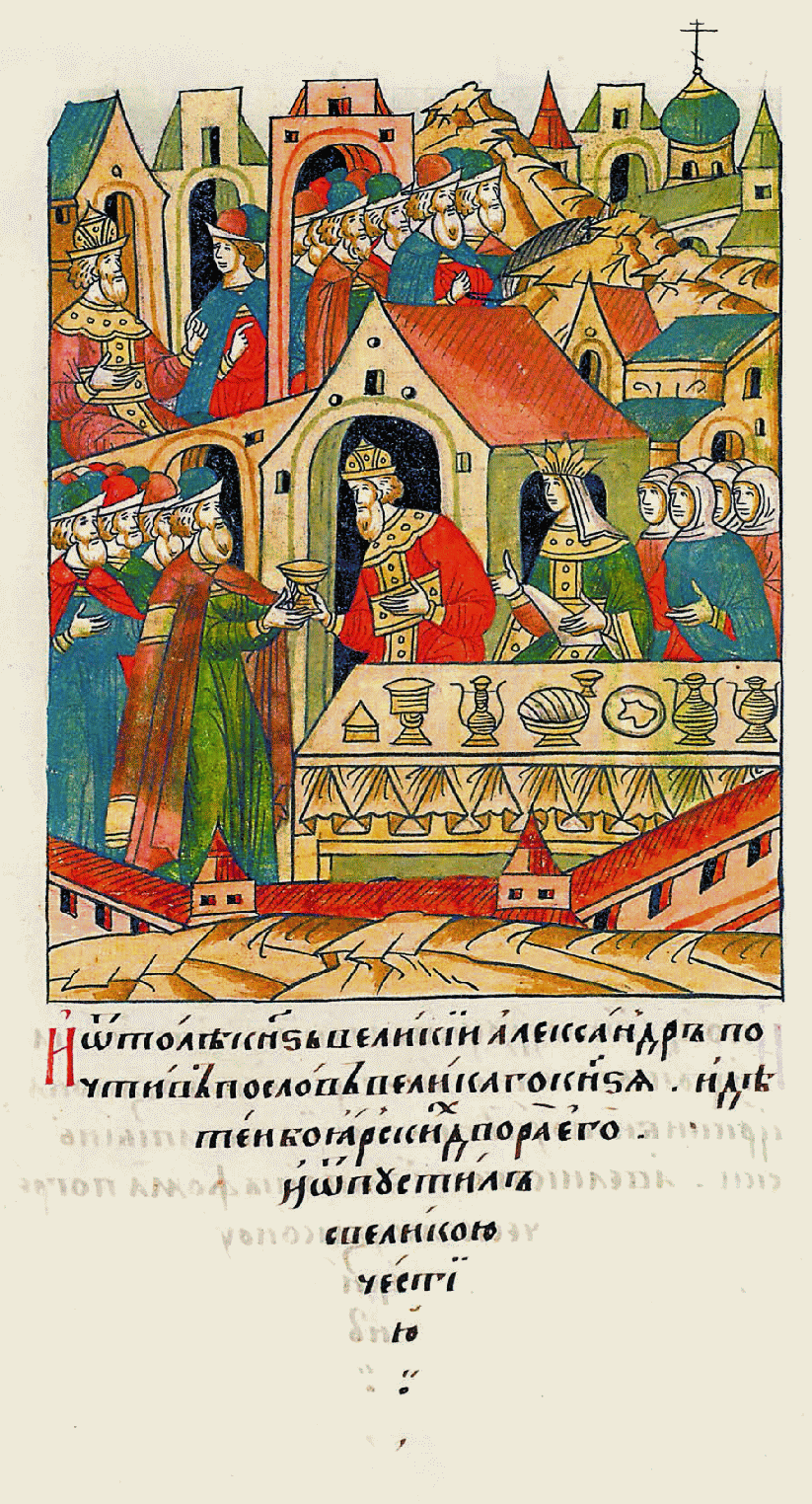
La boda de Alejandro y Helena en la Crónica Ilustrada de Iván el Terrible.

La situación de Helena se complicó aún más cuando Juan I Alberto murió en junio de 1501 y Alejandro fue elegido como el rey de Polonia en octubre de ese año. La nobleza polaca no quería a una reina ortodoxa y le presionó para convertirse al catolicismo. La nobleza, incluyendo al obispo Erazm Ciołek y al cardenal Federico Jagellón, debatieron la posibilidad de un divorcio real. Lograron obtener la absolución de los votos y deberes matrimoniales de Alejandro I de parte del Papa Alejandro VI, así como de la promesa a Iván III de no obligar a Helena a convertirse. El Papa incluso le ordenó a Alejandro esforzarse para convencer Helena de convertirse. A pesar de sus esfuerzos, ella no lo hizo y el matrimonio permaneció unido. Cuando los sacerdotes de Cracovia insultaron a Helena mientras ella asistía a una misa ortodoxa en una de las capillas de la catedral de Wawel, Alejandro le escribió a su hermano, Federico Jagellón, para pedirle que disciplinara a los sacerdotes. Alejandro le concedió tierras a Helena cerca de Minsk y de Maguilov para asegurar su independencia financiera. Alejandro I Jagellón fue coronado como rey de Polonia en diciembre de 1501; Helena, al ser ortodoxa, no podía ser reina de Polonia y nunca fue coronada. Oficialmente era "la esposa del gran duque de Lituania" pero ella se refería a sí misma como reina. Alejandro obtuvo una rescisión de las órdenes del Papa Alejandro VI para obligar a Helena a convertirse al catolicismo de parte del Papa Julio II en agosto de 1505.
Las negociaciones de paz entre Lituania y Moscú comenzaron a mediados de 1502. Helena no estuvo directamente implicada en las negociaciones. En marzo de 1503, los enviados lituanos llevaron las cartas de la reina a varios de sus familiares en Moscú. Su apasionada súplica a Iván III para acabar con la guerra y firmar la paz es a menudo citada como prueba de su inteligencia y devoción a  Lituania, pero la carta podría haber sido escrita por diplomáticos lituanos. Iván III le respondió por escrito a su hija, regañándola. Sin embargo, se firmó una tregua de seis años; el gran ducado de Lituania había perdido casi una tercera parte de su territorio.
En junio de 1505, Alejandro sufrió un accidente cerebrovascular, el cual paralizó el lado izquierdo de su cuerpo. En el verano su salud mejoró bastante, lo que le permitió montar a caballo. En octubre de 1505, Iván III murió, y su hijo Basilio III le sucedió en el trono ruso. La tensión entre Lituania y Moscú menoscabó ya que el nuevo gran príncipe quiso consolidar su poder sin empezar otra guerra. En la primavera de 1506, la salud de Alejandro se deterioró después de un viaje agotador de Lublin a Vilna y una mala praxis médica. A pesar de que su condición empeoraba, el rey llamó al Seimas (el parlamento lituano) en Lida para poder transferirle el gran ducado a su hermano, Segismundo Jagellón. En Lida, Alejandro escribió su último testamento pidiéndole a Segismundo que cuidara de Helena. El Seimas fue interrumpido por la noticia de una invasión de parte del Kanato de Crimea. El rey fue evacuado apresuradamente a Vilna, lo que debilitó aún más su salud, mientras que Michael Glinski organizaba la defensa, resultando en una victoria en la batalla de Kletsk.

### Viudez
Alejandro murió el 19 de agosto de 1506. Helena tenía treinta años y no había tenido descendencia. Quiso regresar a Moscú, pero el mariscal Wojciech Kłoczko y otros nobles le obligaron a permanecer en Vilna. El hermano de Helena, Basilio III, intentó utilizar la influencia de su hermana para su propia candidatura como rey de Polonia y gran duque de Lituania, pero Helena se negó a interferir. La relación entre ella y su cuñado, Segismundo I, parece haber sido fría pero cordial. Helena continuó viviendo en el complejo de castillos de Vilna y se le concedieron tierras en Brańsk y Suraż en enero de 1507. Las guerras moscovito-lituanas se reanudaron en abril de ese año. Helena una vez más se encontraba en el centro de las intrigas políticas. Basilio III, igual que su padre, afirmó que su hermana estaba siendo obligada a convertirse al catolicismo e incluso alegó que Segismundo intentó envenenarla. Circularon rumores de que Helena ayudó al rebelde Michael Glinski, que había desertado a Moscú, pero no hay pruebas de que así fuera.La guerra acabaría en octubre de 1508.
En 1511, Helena expresó sus deseos de regresar a Moscú, pero Segismundo no lo permitió. La relación entre Lituania y Moscú permanecía tensa. Segismundo y sus consejeros temían que Helena pudiera proporcionarle información valiosa a Basilio III. Además, ella llevaba un estilo de vida simple y había acumulado riquezas considerables. Segismundo quiso que esas riquezas permanecieran en Lituania y que no fueran llevadas a Moscú, donde podían ser utilizadas para financiar al ejército moscovita. Además, no deseaba que Helena pudiese transferirle sus tierras en Lituania a un príncipe ruso. Ella decidió regresar a Moscú en secreto. Le dejó sus posesiones– catorce cajas grandes llenas de oro, plata y joyas– a un monasterio franciscano en Vilna. El plan era encontrarse con los hombres de su hermano en la ciudad de Braslaw, que le pertenecía, pero fue arrestada en la frontera entre Lituania y Rusia. El plan fue revelado por un sirviente y los franciscanos se negaron a enviar las cajas a Rusia por barco. Helena fue encarcelada en Trakai y luego fue trasladada a Birštonas.
Semejante tratamiento a su hermana provocó la ira de Basilio III. Segismundo respondió que Helena no había sido arrestada; simplemente advirtió que vivir tan cerca de la inestable frontera no era seguro. La situación se convirtió en un pretexto para otra guerra entre Lituania y Moscú. En 1513, Helena logró escapar y llegó a Braslaw, pero murió allí repentinamente el 20 de enero. Según los rumores, había sido envenenada por Mikołaj Radziwiłł un magnate lituano. Se desconoce qué sucedió con las cajas que Helena le había dejado a los franciscanos debido a que no hay registros que Segismundo, que se había aliviado al escuchar las noticias sobre su muerte, las haya recuperado. Los historiadores proponen la teoría de que Helena fue asesinada por Radziwiłł para robarle las cajas, pero esto no puede ser probado. Basilio III le reclamó a Segismundo las posesiones de su hermana e investigó su muerte.
Helena fue enterrada en la catedral de los Theotokos en Vilna.

## Ancestros
| \| \| \| \| \| \| \| \| \| \| \| \| \| \| \| \| \| \| \| \| 16. Dmitri Donskói \| \| \| \| \| \| \| \| \| \| \| \| \| \| \| \| \| \| \| \| \| \| \| \| \| \| \| \| \| \| \| \| \| \| \| \| \| \| \| \| \| \| \| \| \| \| \| \| \| \| \| \| \| \| 8. Basilio I de Moscú \| \| \| \| \| \| \| \| \| \| \| \| \| \| \| \| \| \| \| \| \| \| \| \| \| \| \| \| \| \| \| \| \| \| \| \| \| \| \| \| \| \| \| \| \| \| \| \| \| \| \| \| \| \| 17. Eudoxia Dmítrievna \| \| \| \| \| \| \| \| \| \| \| \| \| \| \| \| \| \| \| \| \| \| \| \| \| \| \| \| \| \| \| \| \| \| \| \| \| \| \| \| \| \| \| \| \| \| \| \| \| \| \| \| \| \| 4. Basilio II de Moscú \| \| \| \| \| \| \| \| \| \| \| \| \| \| \| \| \| \| \| \| \| \| \| \| \| \| \| \| \| \| \| \| \| \| \| \| \| \| \| \| \| \| \| \| \| \| \| \| \| \| \| \| \| \| 18. Vitautas \| \| \| \| \| \| \| \| \| \| \| \| \| \| \| \| \| \| \| \| \| \| \| \| \| \| \| \| \| \| \| \| \| \| \| \| \| \| \| \| \| \| \| \| \| \| \| \| \| \| \| \| \| \| 9. Sofía de Lituania \| \| \| \| \| \| \| \| \| \| \| \| \| \| \| \| \| \| \| \| \| \| \| \| \| \| \| \| \| \| \| \| \| \| \| \| \| \| \| \| \| \| \| \| \| \| \| \| \| \| \| \| \| \| 19. Ana de Lituania \| \| \| \| \| \| \| \| \| \| \| \| \| \| \| \| \| \| \| \| \| \| \| \| \| \| \| \| \| \| \| \| \| \| \| \| \| \| \| \| \| \| \| \| \| \| \| \| \| \| \| \| \| \| 2. Iván III de Rusia \| \| \| \| \| \| \| \| \| \| \| \| \| \| \| \| \| \| \| \| \| \| \| \| \| \| \| \| \| \| \| \| \| \| \| \| \| \| \| \| \| \| \| \| \| \| \| \| \| \| \| \| \| \| 20. Vladímir el Valiente \| \| \| \| \| \| \| \| \| \| \| \| \| \| \| \| \| \| \| \| \| \| \| \| \| \| \| \| \| \| \| \| \| \| \| \| \| \| \| \| \| \| \| \| \| \| \| \| \| \| \| \| \| \| 10. Yaroslav Vladímirovich, príncipe de Serpukhov \| \| \| \| \| \| \| \| \| \| \| \| \| \| \| \| \| \| \| \| \| \| \| \| \| \| \| \| \| \| \| \| \| \| \| \| \| \| \| \| \| \| \| \| \| \| \| \| \| \| \| \| \| \| 21. Elena de Lituania \| \| \| \| \| \| \| \| \| \| \| \| \| \| \| \| \| \| \| \| \| \| \| \| \| \| \| \| \| \| \| \| \| \| \| \| \| \| \| \| \| \| \| \| \| \| \| \| \| \| \| \| \| \| 5. María Yaroslavna de Borovsk \| \| \| \| \| \| \| \| \| \| \| \| \| \| \| \| \| \| \| \| \| \| \| \| \| \| \| \| \| \| \| \| \| \| \| \| \| \| \| \| \| \| \| \| \| \| \| \| \| \| \| \| \| \| 22. Fiódor Koshka \| \| \| \| \| \| \| \| \| \| \| \| \| \| \| \| \| \| \| \| \| \| \| \| \| \| \| \| \| \| \| \| \| \| \| \| \| \| \| \| \| \| \| \| \| \| \| \| \| \| \| \| \| \| 11. María Fiódorovna Goltiayeva Koshkina \| \| \| \| \| \| \| \| \| \| \| \| \| \| \| \| \| \| \| \| \| \| \| \| \| \| \| \| \| \| \| \| \| \| \| \| \| \| \| \| \| \| \| \| \| \| \| \| \| \| \| \| \| \| 1. Helena de Moscú \| \| \| \| \| \| \| \| \| \| \| \| \| \| \| \| \| \| \| \| \| \| \| \| \| \| \| \| \| \| \| \| \| \| \| \| \| \| \| \| \| \| \| \| \| \| \| \| \| \| \| \| \| \| 24. Juan V Paleólogo \| \| \| \| \| \| \| \| \| \| \| \| \| \| \| \| \| \| \| \| \| \| \| \| \| \| \| \| \| \| \| \| \| \| \| \| \| \| \| \| \| \| \| \| \| \| \| \| \| \| \| \| \| \| 12. Manuel II Paleólogo \| \| \| \| \| \| \| \| \| \| \| \| \| \| \| \| \| \| \| \| \| \| \| \| \| \| \| \| \| \| \| \| \| \| \| \| \| \| \| \| \| \| \| \| \| \| \| \| \| \| \| \| \| \| 25. Helena Cantacucena \| \| \| \| \| \| \| \| \| \| \| \| \| \| \| \| \| \| \| \| \| \| \| \| \| \| \| \| \| \| \| \| \| \| \| \| \| \| \| \| \| \| \| \| \| \| \| \| \| \| \| \| \| \| 6. Tomás Paleólogo \| \| \| \| \| \| \| \| \| \| \| \| \| \| \| \| \| \| \| \| \| \| \| \| \| \| \| \| \| \| \| \| \| \| \| \| \| \| \| \| \| \| \| \| \| \| \| \| \| \| \| \| \| \| 26. Constantino Dejanović \| \| \| \| \| \| \| \| \| \| \| \| \| \| \| \| \| \| \| \| \| \| \| \| \| \| \| \| \| \| \| \| \| \| \| \| \| \| \| \| \| \| \| \| \| \| \| \| \| \| \| \| \| \| 13. Helena Dragaš \| \| \| \| \| \| \| \| \| \| \| \| \| \| \| \| \| \| \| \| \| \| \| \| \| \| \| \| \| \| \| \| \| \| \| \| \| \| \| \| \| \| \| \| \| \| \| \| \| \| \| \| \| \| 27. Kera Tamara de Bulgaria \| \| \| \| \| \| \| \| \| \| \| \| \| \| \| \| \| \| \| \| \| \| \| \| \| \| \| \| \| \| \| \| \| \| \| \| \| \| \| \| \| \| \| \| \| \| \| \| \| \| \| \| \| \| 3. Sofía Paleóloga \| \| \| \| \| \| \| \| \| \| \| \| \| \| \| \| \| \| \| \| \| \| \| \| \| \| \| \| \| \| \| \| \| \| \| \| \| \| \| \| \| \| \| \| \| \| \| \| \| \| \| \| \| \| 28. Andrónico Asen Zaccaria \| \| \| \| \| \| \| \| \| \| \| \| \| \| \| \| \| \| \| \| \| \| \| \| \| \| \| \| \| \| \| \| \| \| \| \| \| \| \| \| \| \| \| \| \| \| \| \| \| \| \| \| \| \| 14. Centurión II Zaccaria \| \| \| \| \| \| \| \| \| \| \| \| \| \| \| \| \| \| \| \| \| \| \| \| \| \| \| \| \| \| \| \| \| \| \| \| \| \| \| \| \| \| \| \| \| \| \| \| \| \| \| \| \| \| 29. María Zaccaria \| \| \| \| \| \| \| \| \| \| \| \| \| \| \| \| \| \| \| \| \| \| \| \| \| \| \| \| \| \| \| \| \| \| \| \| \| \| \| \| \| \| \| \| \| \| \| \| \| \| \| \| \| \| 7. Caterina Zaccaria \| \| \| \| \| \| \| \| \| \| \| \| \| \| \| \| \| \| \| \| \| \| \| \| \| \| \| \| \| \| \| \| \| \| \| \| \| \| \| \| \| \| \| \| \| \| \| \| \| \| \| \| \| \| 30. Leonardo II Tocco \| \| \| \| \| \| \| \| \| \| \| \| \| \| \| \| \| \| \| \| \| \| \| \| \| \| \| \| \| \| \| \| \| \| \| \| \| \| \| \| \| \| \| \| \| \| \| \| \| \| \| \| \| \| 15. Creusa Tocco \| \| \| \| \| \| \| \| \| \| \| \| \| \| \| \| \| \| \| \| \| \| \| \| \| \| \| \| \| \| \| \| \| \| \| \| \| \| \| \| \| \| \| \| \| \| \| \| \| \| \| \| |                                                   |  |  |  |  |  |  |  |  |  |  |  |  |  |  |  |
| |                                                   |  |  |  |  |  |  |  |  |  |  |  |  |  |  |  |
| | 16. Dmitri Donskói                                |  |  |  |  |  |  |  |  |  |  |  |  |  |  |  |
| |                                                   |  |  |  |  |  |  |  |  |  |  |  |  |  |  |  |
| |                                                   |  |  |  |  |  |  |  |  |  |  |  |  |  |  |  |
| | 8. Basilio I de Moscú                             |  |  |  |  |  |  |  |  |  |  |  |  |  |  |  |
| |                                                   |  |  |  |  |  |  |  |  |  |  |  |  |  |  |  |
| |                                                   |  |  |  |  |  |  |  |  |  |  |  |  |  |  |  |
| | 17. Eudoxia Dmítrievna                            |  |  |  |  |  |  |  |  |  |  |  |  |  |  |  |
| |                                                   |  |  |  |  |  |  |  |  |  |  |  |  |  |  |  |
| |                                                   |  |  |  |  |  |  |  |  |  |  |  |  |  |  |  |
| | 4. Basilio II de Moscú                            |  |  |  |  |  |  |  |  |  |  |  |  |  |  |  |
| |                                                   |  |  |  |  |  |  |  |  |  |  |  |  |  |  |  |
| |                                                   |  |  |  |  |  |  |  |  |  |  |  |  |  |  |  |
| | 18. Vitautas                                      |  |  |  |  |  |  |  |  |  |  |  |  |  |  |  |
| |                                                   |  |  |  |  |  |  |  |  |  |  |  |  |  |  |  |
| |                                                   |  |  |  |  |  |  |  |  |  |  |  |  |  |  |  |
| | 9. Sofía de Lituania                              |  |  |  |  |  |  |  |  |  |  |  |  |  |  |  |
| |                                                   |  |  |  |  |  |  |  |  |  |  |  |  |  |  |  |
| |                                                   |  |  |  |  |  |  |  |  |  |  |  |  |  |  |  |
| | 19. Ana de Lituania                               |  |  |  |  |  |  |  |  |  |  |  |  |  |  |  |
| |                                                   |  |  |  |  |  |  |  |  |  |  |  |  |  |  |  |
| |                                                   |  |  |  |  |  |  |  |  |  |  |  |  |  |  |  |
| | 2. Iván III de Rusia                              |  |  |  |  |  |  |  |  |  |  |  |  |  |  |  |
| |                                                   |  |  |  |  |  |  |  |  |  |  |  |  |  |  |  |
| |                                                   |  |  |  |  |  |  |  |  |  |  |  |  |  |  |  |
| | 20. Vladímir el Valiente                          |  |  |  |  |  |  |  |  |  |  |  |  |  |  |  |
| |                                                   |  |  |  |  |  |  |  |  |  |  |  |  |  |  |  |
| |                                                   |  |  |  |  |  |  |  |  |  |  |  |  |  |  |  |
| | 10. Yaroslav Vladímirovich, príncipe de Serpukhov |  |  |  |  |  |  |  |  |  |  |  |  |  |  |  |
| |                                                   |  |  |  |  |  |  |  |  |  |  |  |  |  |  |  |
| |                                                   |  |  |  |  |  |  |  |  |  |  |  |  |  |  |  |
| | 21. Elena de Lituania                             |  |  |  |  |  |  |  |  |  |  |  |  |  |  |  |
| |                                                   |  |  |  |  |  |  |  |  |  |  |  |  |  |  |  |
| |                                                   |  |  |  |  |  |  |  |  |  |  |  |  |  |  |  |
| | 5. María Yaroslavna de Borovsk                    |  |  |  |  |  |  |  |  |  |  |  |  |  |  |  |
| |                                                   |  |  |  |  |  |  |  |  |  |  |  |  |  |  |  |
| |                                                   |  |  |  |  |  |  |  |  |  |  |  |  |  |  |  |
| | 22. Fiódor Koshka                                 |  |  |  |  |  |  |  |  |  |  |  |  |  |  |  |
| |                                                   |  |  |  |  |  |  |  |  |  |  |  |  |  |  |  |
| |                                                   |  |  |  |  |  |  |  |  |  |  |  |  |  |  |  |
| | 11. María Fiódorovna Goltiayeva Koshkina          |  |  |  |  |  |  |  |  |  |  |  |  |  |  |  |
| |                                                   |  |  |  |  |  |  |  |  |  |  |  |  |  |  |  |
| |                                                   |  |  |  |  |  |  |  |  |  |  |  |  |  |  |  |
| | 1. Helena de Moscú                                |  |  |  |  |  |  |  |  |  |  |  |  |  |  |  |
| |                                                   |  |  |  |  |  |  |  |  |  |  |  |  |  |  |  |
| |                                                   |  |  |  |  |  |  |  |  |  |  |  |  |  |  |  |
| | 24. Juan V Paleólogo                              |  |  |  |  |  |  |  |  |  |  |  |  |  |  |  |
| |                                                   |  |  |  |  |  |  |  |  |  |  |  |  |  |  |  |
| |                                                   |  |  |  |  |  |  |  |  |  |  |  |  |  |  |  |
| | 12. Manuel II Paleólogo                           |  |  |  |  |  |  |  |  |  |  |  |  |  |  |  |
| |                                                   |  |  |  |  |  |  |  |  |  |  |  |  |  |  |  |
| |                                                   |  |  |  |  |  |  |  |  |  |  |  |  |  |  |  |
| | 25. Helena Cantacucena                            |  |  |  |  |  |  |  |  |  |  |  |  |  |  |  |
| |                                                   |  |  |  |  |  |  |  |  |  |  |  |  |  |  |  |
| |                                                   |  |  |  |  |  |  |  |  |  |  |  |  |  |  |  |
| | 6. Tomás Paleólogo                                |  |  |  |  |  |  |  |  |  |  |  |  |  |  |  |
| |                                                   |  |  |  |  |  |  |  |  |  |  |  |  |  |  |  |
| |                                                   |  |  |  |  |  |  |  |  |  |  |  |  |  |  |  |
| | 26. Constantino Dejanović                         |  |  |  |  |  |  |  |  |  |  |  |  |  |  |  |
| |                                                   |  |  |  |  |  |  |  |  |  |  |  |  |  |  |  |
| |                                                   |  |  |  |  |  |  |  |  |  |  |  |  |  |  |  |
| | 13. Helena Dragaš                                 |  |  |  |  |  |  |  |  |  |  |  |  |  |  |  |
| |                                                   |  |  |  |  |  |  |  |  |  |  |  |  |  |  |  |
| |                                                   |  |  |  |  |  |  |  |  |  |  |  |  |  |  |  |
| | 27. Kera Tamara de Bulgaria                       |  |  |  |  |  |  |  |  |  |  |  |  |  |  |  |
| |                                                   |  |  |  |  |  |  |  |  |  |  |  |  |  |  |  |
| |                                                   |  |  |  |  |  |  |  |  |  |  |  |  |  |  |  |
| | 3. Sofía Paleóloga                                |  |  |  |  |  |  |  |  |  |  |  |  |  |  |  |
| |                                                   |  |  |  |  |  |  |  |  |  |  |  |  |  |  |  |
| |                                                   |  |  |  |  |  |  |  |  |  |  |  |  |  |  |  |
| | 28. Andrónico Asen Zaccaria                       |  |  |  |  |  |  |  |  |  |  |  |  |  |  |  |
| |                                                   |  |  |  |  |  |  |  |  |  |  |  |  |  |  |  |
| |                                                   |  |  |  |  |  |  |  |  |  |  |  |  |  |  |  |
| | 14. Centurión II Zaccaria                         |  |  |  |  |  |  |  |  |  |  |  |  |  |  |  |
| |                                                   |  |  |  |  |  |  |  |  |  |  |  |  |  |  |  |
| |                                                   |  |  |  |  |  |  |  |  |  |  |  |  |  |  |  |
| | 29. María Zaccaria                                |  |  |  |  |  |  |  |  |  |  |  |  |  |  |  |
| |                                                   |  |  |  |  |  |  |  |  |  |  |  |  |  |  |  |
| |                                                   |  |  |  |  |  |  |  |  |  |  |  |  |  |  |  |
| | 7. Caterina Zaccaria                              |  |  |  |  |  |  |  |  |  |  |  |  |  |  |  |
| |                                                   |  |  |  |  |  |  |  |  |  |  |  |  |  |  |  |
| |                                                   |  |  |  |  |  |  |  |  |  |  |  |  |  |  |  |
| | 30. Leonardo II Tocco                             |  |  |  |  |  |  |  |  |  |  |  |  |  |  |  |
| |                                                   |  |  |  |  |  |  |  |  |  |  |  |  |  |  |  |
| |                                                   |  |  |  |  |  |  |  |  |  |  |  |  |  |  |  |
| | 15. Creusa Tocco                                  |  |  |  |  |  |  |  |  |  |  |  |  |  |  |  |
| |                                                   |  |  |  |  |  |  |  |  |  |  |  |  |  |  |  |
| |                                                   |  |  |  |  |  |  |  |  |  |  |  |  |  |  |  |